# Pedro Otero
Pedro Otero y Dovalina  (Guanajuato, Nueva España, 1786 - San Luis Potosí, México, 3 de agosto de 1832) fue un militar novohispano que se unió al Ejército Trigarante. Después de la independencia de México, fue leal al régimen de Anastasio Bustamante.

## Biografía
Durante la guerra de la independencia de México combatió a las fuerzas insurgentes perteneciendo al cuerpo de Caballería Provincial del Príncipe y más tarde en el Batallón Provincial de Guanajuato. En 1821, se unió al Ejército Trigarante. El 24 de mayo del mismo año, fue ascendido al rango de teniente coronel por Agustín de Iturbide, quien además, le designó la comandancia del batallón Guanajuato.
El 25 de marzo de 1824, siendo coronel, fue designado gobernador interino de Guanajuato por el Soberano Congreso Constituyente del estado. Fue comandante general en los estados de Guanajuato, San Luis Potosí y Michoacán. 
En 1830, recibió órdenes para enfrentar a las fuerzas del coronel Juan José Codallos, quien se había pronunciado a favor de Vicente Guerrero y en contra del Plan de Jalapa el 11 de marzo del mismo año. Logrando la victoria, el gobierno de Michoacán lo declaró benemérito del estado, fue ascendido al rango de general. Sirviendo al régimen centralista de Anastasio Bustamante fue derrotado por el general José Esteban Moctezuma en la hacienda del Pozo de los Carmelos en San Luis Potosí, lugar en donde murió el 3 de agosto de 1832.